# 자오선 망원경
자오선 망원경은 우주에 존재하는 항성들의 이동을 자세하게 측정하기위해 설계된 망원경이다. 천문학에서 주로 사용하는 망원경으로 천체 사진기에 속한다.

## 설명
자오선은 별들이 지역 자오선을 통과하는 타이밍을 측정하는 도구이고 이는 정점이라고 알려져 있으며 동시에 그들의 나디르로부터의 각도 거리를 측정한다. 이 망원경들은 자오선, 지평선의 북점을 지나는 대권, 북천극, 천구, 지평선의 남점, 남천극, 나디르에만 점을 찍을 수 있도록 설치된 특수한 목적의 망원경들이다. 자오선 망원경은 하늘의 회전에 의존하여 물체를 시야로 가져오며 고정된 수평, 동서축에 장착된다. 유사한 통과 기구, 통과 원 또는 통과 망원경도 마찬가지로 수평 축에 장착되지만 축을 동서 방향으로 고정할 필요는 없다. 예를 들어 측량사의 테오돌라이트는 망원경이 수평축을 중심으로 회전을 충분히 할 수 있는 경우 통과 기구의 역할을 할 수 있다. 자오선 원은 덜 구체적이지만 종종 이런 이름으로 불린다. 여러 해 동안에 통과 시간은 천체의 위치를 측정하는 가장 정확한 방법이었고 이 공들인 작업을 수행하기 위해 경락 악기들이 의지되었다. 분광학, 사진술, 망원경 반사의 완벽함 이전에 위치 측정(그리고 궤도와 천문 상수의 도출)은 관측소의 주요 작업이었다.

## 같이 보기
- 망원경
- 천문학